# Korvhorn

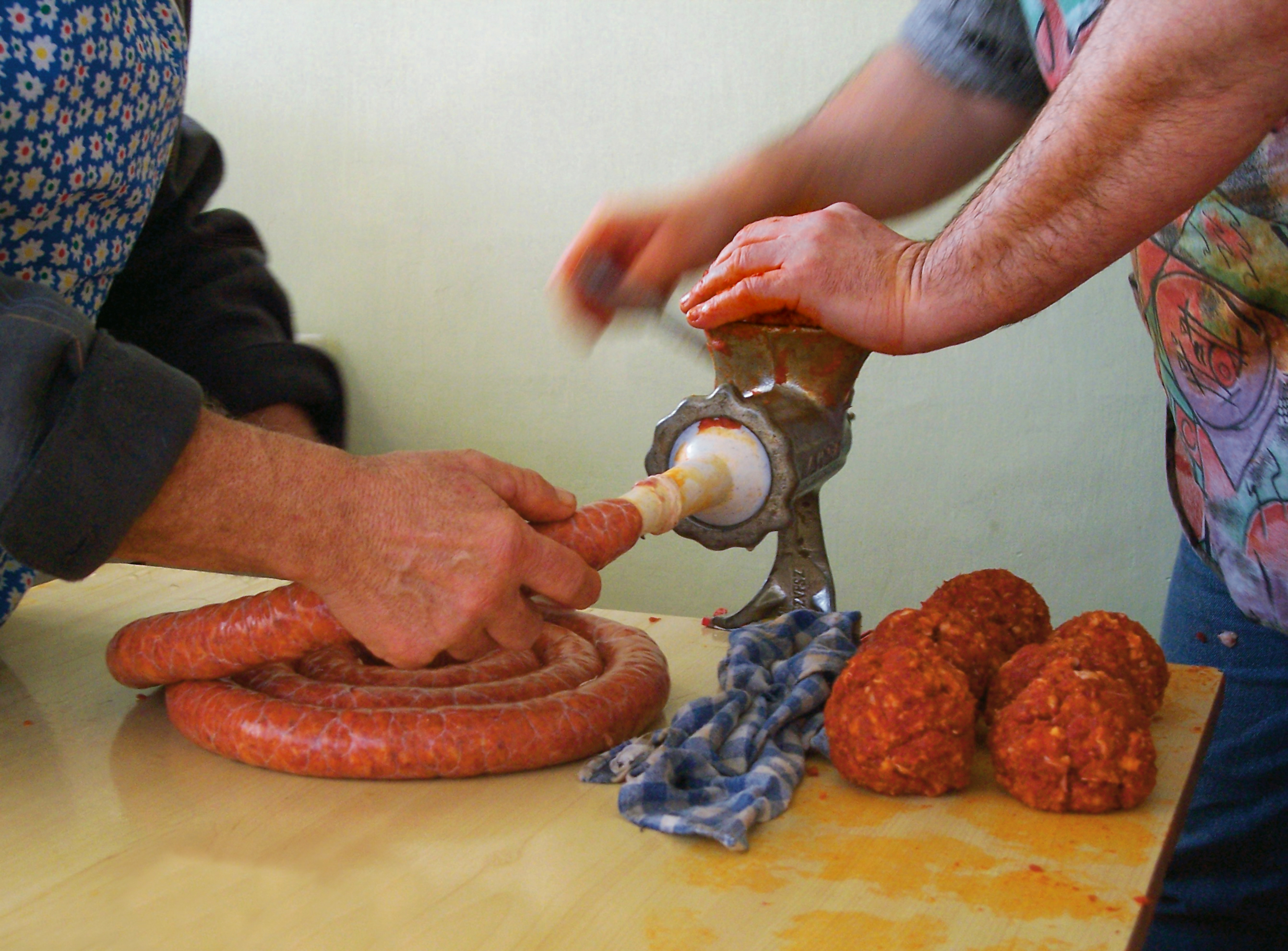
Korvtillverkning i Ungern. Det använda redskapet är ett korvhorn

Korvhorn är ett köksredskap som används vid tillverkning av korv. Redskapet är ihåligt, varpå de rensade tarmarna, så kallade fjälster, hålls utspända medan korvfärsen pressas in i tarmarnas insida. 
Ursprungligen gjordes redskapet på en bit kohorn, vilket namnet kommer ifrån, men idag används mest metallkorvhorn, eller delar av en hushållsassistent, där färsen förs framåt med konstant hastighet. När korven har fått önskad storlek klipps tarmen av och en knut slås.